# Championnats du monde de tir 2023
Navigation
Édition précédente
Les championnats du monde de tir 2023, cinquante-quatrième édition des championnats du monde de tir, ont lieu du 14 août au 1er septembre 2023 à Bakou, en Azerbaïdjan. La compétition est qualificative pour les Jeux olympiques de 2024 à Paris.
Comme tout championnat pré-olympique, il regroupe toutes les disciplines de tir sportif comme le tir sur cible mobile ou le tir sur plateau.

## Nations participantes
Liste des inscrits au 18 juillet 2023
- Afghanistan (1)
- Albanie (6)
- Algérie (9)
- Argentine (5)
- Arménie (6)
- Australie (14)
- Autriche (22)
- Azerbaïdjan (29)
- Bangladesh (10)
- Barbade (2)
- Belgique (5)
- Bosnie-Herzégovine (2)
- Brésil (13)
- Bahreïn (17)
- Bulgarie (15)
- Canada (13)
- Chili (4)
- Chine (36)
- Colombie (4)
- Croatie (13)
- Cuba (7)
- Chypre (10)
- Tchéquie (29)
- Danemark (9)
- République dominicaine (6)
- Équateur (4)
- Égypte (24)
- Salvador (2)
- Espagne (26)
- Estonie (17)
- Finlande (23)
- France (25)
- Grande-Bretagne (20)
- Géorgie (9)
- Allemagne (44)
- Grèce (9)
- Guatemala (7)
- Hong Kong (3)
- Hongrie (19)
- Indonésie (6)
- Inde (53)
- Iran (22)
- Irlande (5)
- Islande (2)
- Israël (3)
- Italie (28)
- Jordanie (1)
- Japon (30)
- Kazakhstan (38)
- Kirghizistan (7)
- Corée du Sud (39)
- Kosovo (4)
- Arabie saoudite (9)
- Koweït (18)
- Lettonie (11)
- Libye (4)
- Liban (3)
- Lituanie (4)
- Luxembourg (1)
- Maroc (7)
- Malaisie (6)
- Moldavie (1)
- Maldives (1)
- Mexique (11)
- Mongolie (15)
- Macédoine du Nord (2)
- Malte (8)
- Monténégro (3)
- Namibie (3)
- Pays-Bas (3)
- Nigeria (6)
- Norvège (23)
- Nouvelle-Zélande (4)
- Oman (17)
- Pakistan (10)
- Panama (1)
- Pérou (11)
- Philippines (5)
- Pologne (21)
- Portugal (11)
- Porto Rico (1)
- Qatar (25)
- Roumanie (2)
- Singapour (7)
- Slovénie (15)
- Saint-Marin (3)
- Serbie (12)
- Suisse (14)
- Slovaquie (18)
- Suède (26)
- Syrie (1)
- Thaïlande (16)
- Tadjikistan (2)
- Taipei chinois (19)
- Turquie (25)
- Émirats arabes unis (8)
- Ukraine (26)
- États-Unis (40)
- Ouzbékistan (2)
- Viêt Nam (10)
- Réfugiés[3] (1)

## Podiums

### Hommes
| Épreuve                                    | Or                                                                | Or          | Argent                                                                    | Argent        | Bronze                                                                | Bronze        |
| Tir sportif                                | Tir sportif                                                       | Tir sportif | Tir sportif                                                               | Tir sportif   | Tir sportif                                                           | Tir sportif   |
| ------------------------------------------ | ----------------------------------------------------------------- | ----------- | ------------------------------------------------------------------------- | ------------- | --------------------------------------------------------------------- | ------------- |
| Pistolet à air comprimé à 10 m             | Zhang Bowen                                                       | 244.3       | Damir Mikec                                                               | 240.8         | Kiril Kirov                                                           | 215.7         |
| Pistolet à air comprimé à 10 m par équipe  | Chine - Zhang Bowen - Liu Junhui - Xie Yu                         | 1749        | Allemagne - Robin Walter - Michael Schwald - Paul Fröhlich                | 1743          | Inde - Shiva Narwal - Sarabjot Singh - Arjun Singh Cheema             | 1734          |
| Pistolet à feu central à 25 m              | Christian Reitz                                                   | 584-23x     | Peeter Olesek                                                             | 584-17x       | Florian Peter                                                         | 583           |
| Pistolet à feu central à 25 m par équipe   | Allemagne - Christian Reitz - Florian Peter - Oliver Geis         | 1743        | Corée du Sud - Jang Dae-kyu - Song Jong-ho - Choe Boram                   | 1731          | Inde - Rajendra Bagul - Akshay Jain - Gaurav Chaudhary                | 1718          |
| Pistolet à feu rapide à 25 m               | Li Yuehong                                                        | 39 WR       | Clément Bessaguet                                                         | 30            | Florian Peter                                                         | 24            |
| Pistolet à feu rapide à 25 m par équipes   | Chine - Wang Xinjie - Li Yuehong - Liu Yangpan                    | 1756 WR     | Allemagne - Florian Peter - Oliver Geis - Christian Reitz                 | 1740          | Corée du Sud - Song Jong-ho - Lee Gun-hyeok - Kim Seo-jun             | 1739          |
| Pistolet standard à 25 m                   | Amanpreet Singh                                                   | 577         | Lee Gun-hyeok                                                             | 574-17x       | Kévin Chapon                                                          | 574-11x       |
| Pistolet standard à 25 m par équipes       | Chine - Wang Xinjie - Liu Yangpan - Li Yuehong                    | 1707        | Allemagne - Florian Peter - Christian Reitz - Oliver Geis                 | 1700          | Corée du Sud - Lee Gun-hyeok - Song Jong-ho - Jang Dae-kyu            | 1697          |
| Pistolet à 50 m                            | Xie Yu                                                            | 558         | Lauris Strautmanis                                                        | 557           | Ravinder Singh                                                        | 556           |
| Pistolet à 50 m par équipes                | Chine - Xie Yu - Zhang Bowen - Liu Junhui                         | 1655        | Corée du Sud - Han Seungwoo - Choe Boram - Kim Cheongyong                 | 1654          | Inde - Ravinder Singh - Kamaljeet Kamaljeet - Vikram Jagannath Shinde | 1646          |
| Carabine à air comprimé à 10 m             | Victor Lindgren                                                   | 251.3       | Yang Haoran                                                               | 250.6         | František Smetana                                                     | 227.5         |
| Carabine à air comprimé à 10 m par équipes | Chine - Yang Haoran - Du Linshu - Yu Haonan                       | 1893.3 WR   | Tchéquie - František Smetana - Jiří Přívratský - David Hrčkulák           | 1884.3        | Croatie - Petar Gorša - Miran Maričić - Josip Sikavica                | 1883.5        |
| Carabine à 50 m couché                     | Petr Nymburský                                                    | 626.5       | Du Linshu                                                                 | 625.2         | Jan Lochbihler                                                        | 625.0         |
| Carabine à 50 m couché par équipes         | Norvège - Henrik Larsen - Jon-Hermann Hegg - Ole Martin Halvorsen | 1866.0      | Allemagne - Max Braun - Maximilian Dallinger - David Könders              | 1864.5        | Chine - Du Linshu - Tian Jiaming - Yu Hao                             | 1863.4        |
| Carabine à 50 m 3 positions                | Alexander Schmirl                                                 | 462.6       | Petr Nymburský                                                            | 459.2         | Akhil Sheoran                                                         | 450.0         |
| Carabine à 50 m 3 positions par équipes    | Inde - Aishwary Pratap Singh Tomar - Niraj Kumar - Akhil Sheoran  | 1750        | Autriche - Alexander Schmirl - Andreas Thum - Patrick Diem                | 1749          | Norvège - Henrik Larsen - Ole Martin Halvorsen - Jon-Hermann Hegg     | 1748          |
| Carabine à 300 m couché                    | Rajmond Debevec                                                   | 600-34x ER  | Aleksi Leppa                                                              | 599-40x       | Timothy Sherry                                                        | 599-36x       |
| Carabine à 300 m couché par équipes        | Norvège - Simon Claussen - Kim-André Lund - Odd Arne Brekne       | 1789-99x    | Autriche - Daniel Romańczyk - Tomasz Bartnik - Maciej Kowalewicz          | 1778-93x      | Suisse - Gilles Dufaux - Pascal Bachmann - Sandro Greuter             | 1777-82x      |
| Carabine à 300 m 3 positions               | Alexander Schmirl                                                 | 462.6       | Petr Nymburský                                                            | 459.2         | Akhil Sheoran                                                         | 450.0         |
| Carabine à 300 m 3 positions par équipes   | Inde - Aishwary Pratap Singh Tomar - Niraj Kumar - Akhil Sheoran  | 1750        | Autriche - Alexander Schmirl - Andreas Thum - Patrick Diem                | 1749          | Norvège - Henrik Larsen - Ole Martin Halvorsen - Jon-Hermann Hegg     | 1748          |
| Cible mobile                               |                                                                   |             |                                                                           |               |                                                                       |               |
| Cible mobile 10 m                          | Ihor Kizyma                                                       | Ihor Kizyma | Kris Großheim                                                             | Kris Großheim | Jeong You-jin                                                         | Jeong You-jin |
| Cible mobile 10 m par équipes              | Ukraine - Ihor Kizyma - Denys Babliuk - Danylo Danilenko          | 1703        | Suède - Jesper Nyberg - Emil Martinsson - Mats Eliasson                   | 1685          | Finlande - Niklas Hyvärinen - Aaro Juhani Vuorimaa - Krister Holmberg | 1684          |
| Cible mobile mixte 10 m                    | Denys Babliuk                                                     | 384         | Ihor Kizyma                                                               | 381-16x       | Kris Großheim                                                         | 381-12x       |
| Cible mobile mixte 10 m par équipes        | Ukraine - Denys Babliuk - Ihor Kizyma - Danylo Danilenko          | 1131        | Finlande - Aaro Juhani Vuorimaa - Krister Holmberg - Niklas Hyvärinen     | 1122          | Corée du Sud - Jeong You-jin - Ha Kwang-chul - Kwak Yong-bin          | 1118          |
| Tir aux plateaux                           |                                                                   |             |                                                                           |               |                                                                       |               |
| Skeet                                      | Efthimios Mitas                                                   | 56          | Eetu Kallioinen                                                           | 55            | Azmy Mehelba                                                          | 46            |
| Skeet par équipes                          | États-Unis - Vincent Hancock - Christian Elliott - Dustan Taylor  | 369         | Grèce - Efthimios Mitas - Charalambos Chalkiadakis - Nikolaos Mavrommatis | 366           | Italie - Gabriele Rossetti - Tammaro Cassandro - Erik Pittini         | 365           |
| Trap                                       | Giovanni Cernogoraz                                               | 44          | Marián Kovačócy                                                           | 41            | Khaled Al-Mudhaf                                                      | 31            |
| Trap par équipes                           | États-Unis - William Hinton - Derrick Mein - Derek Haldeman       | 368         | Italie - Giovanni Pellielo - Massimo Fabbrizi - Daniele Resca             | 367           | Tchéquie - Jiří Lipták - Pavel Vaněk - David Kostelecký               | 365           |

### Femmes
| Épreuve                                    | Or                                                                          | Or                | Argent                                                                      | Argent                 | Bronze                                                                              | Bronze           |
| Tir sportif                                | Tir sportif                                                                 | Tir sportif       | Tir sportif                                                                 | Tir sportif            | Tir sportif                                                                         | Tir sportif      |
| ------------------------------------------ | --------------------------------------------------------------------------- | ----------------- | --------------------------------------------------------------------------- | ---------------------- | ----------------------------------------------------------------------------------- | ---------------- |
| Pistolet à air comprimé à 10 m             | Jiang Ranxin                                                                | 239.8             | Ánna Korakáki                                                               | 238.3                  | Li Xue                                                                              | 218.9            |
| Pistolet à air comprimé à 10 m par équipe  | Chine - Jiang Ranxin - Li Xue - Qian Wei                                    | 1728              | Hongrie - Sára Fábián - Veronika Major - Miriam Jákó                        | 1726                   | Iran - Golnoush Sebghatollahi - Hanieh Rostamian - Mina Ghorbani                    | 1724             |
| Pistolet à 25 m                            | Doreen Vennekamp                                                            | 40 ER             | Olena Kostevych                                                             | 31                     | Agate Rašmane                                                                       | 25               |
| Pistolet à 25 m par équipes                | Inde - Rhythm Sangwan - Esha Singh - Manu Bhaker                            | 1744              | Taipei chinois - Tien Chia-chen - Tu Yi Yi-tzu - Wu Chia-ying               | 1743                   | Chine - Feng Sixuan - Zhao Nan - Liu RuiLiu Rui                                     | 1743             |
| Pistolet standard à 25 m                   | Feng Sixuan                                                                 | 572               | Anna Korakaki                                                               | 565                    | Sylvia Steiner                                                                      | 561              |
| Pistolet standard à 25 m par équipes       | Chine - Feng Sixuan - Zhao Nan - Liu Rui                                    | 1690              | Azerbaïdjan - Zeynab Sultanova - Nigar Nasirova - Narmina Samadova          | 1629                   | Inde - Tiyana Tiyana - Yashita Shokeen - Kritika Sharma                             | 1601             |
| Pistolet à feu central à 25 m              | Nigar Nasirova                                                              | 554-12x           | Narmina Samadova                                                            | 554-10x                | Khishigdelger Enkhbat                                                               | 538              |
| Pistolet à feu central à 25 m par équipes  | NC                                                                          | NC                | NC                                                                          | NC                     | NC                                                                                  | NC               |
| Pistolet à 50 m                            | Sylvia Steiner                                                              | 540               | Bayartsetseg Tumurchudur                                                    | 534                    | Tiyana Tiyana                                                                       | 533              |
| Pistolet à 50 m par équipes                | Inde - Tiyana Tiyana - Sakshi Suryavanshi - Kaur Kirandeep                  | 1573              | Chine - Jiang Ranxin - Li Xue - Qian Wei                                    | 1567                   | Mongolie - Bayartsetseg Tumurchudur - Khishigdelger Enkhbat - Anudari Tsolmonbaatar | 1566             |
| Carabine à air comprimé à 10 m             | Han Jiayu                                                                   | 251.4             | Wang Zhilin                                                                 | 250.2                  | Mehuli Ghosh                                                                        | 229.8            |
| Carabine à air comprimé à 10 m par équipes | Inde - Mehuli Ghosh - Tilottama Sen - Ramita Ramita                         | 1895.9            | Chine - Han Jiayu - Wang Zhilin - Zhang Qiongyue                            | 1893.7                 | Allemagne - Larissa Weindorf - Anna Janssen - Lisa Müller                           | 1887.5           |
| Carabine à 50 m couché                     | Anja Senti                                                                  | 627.7             | Marianne Palo                                                               | 626.1                  | Jolyn Beer                                                                          | 625.4            |
| Carabine à 50 m couché par équipes         | Suisse - Anja Senti - Chiara Leone - Sarina Hitz                            | 1870.4            | Norvège - Jeanette Hegg Duestad - Jenny Stene - Mari Bårdseng Løvseth       | 1870.2                 | Autriche - Sheileen Waibel - Nadine Ungerank - Rebecca Köck                         | 1863.3           |
| Carabine à 50 m 3 positions                | Zhang Qiongyue                                                              | 465.3             | Han Jiayu                                                                   | 463.5                  | Sagen Maddalena                                                                     | 451.9            |
| Carabine à 50 m 3 positions par équipes    | États-Unis - Sagen Maddalena - Mary Tucker - Sarah Beard                    | 1774-102x WR      | Chine - Zhang Qiongyue - Xia Siyu - Han Jiayu                               | 1773-111x              | Norvège - Jeanette Hegg Duestad - Jenny Stene - Mari Bårdseng Løvseth               | 1767-99x         |
| Carabine à 300 m couché                    | Karolina Romańczyk                                                          | 593               | Silvia Guignard                                                             | 592-31x                | Agathe Girard                                                                       | 592-30           |
| Carabine à 300 m couché par équipes        | Suisse - Silvia Guignard - Anja Senti - Michèle Bertschi                    | 1769              | Norvège - Jenny Vatne - Katrine Lund - Jeanette Hegg Duestad                | 1768                   | Allemagne - Lisa Müller - Anna-Lena Geuther - Veronique Muenster                    | 1756             |
| Carabine à 300 m 3 positions               | Katrine Lund                                                                | 581               | Karolina Romanczyk                                                          | 579-19x                | Silvia Guignard                                                                     | 579-17x          |
| Carabine à 300 m 3 positions par équipes   | Norvège - Katrine Lund - Jeanette Hegg Duestad - Jenny Vatne                | 1728              | Suisse - Silvia Guignard - Anja Senti - Michele Bertschi                    | 1716                   | Allemagne - Lisa Müller - Anna-Lena Geuther - Veronique Muenster                    | 1690             |
| Cible mobile                               |                                                                             |                   |                                                                             |                        |                                                                                     |                  |
| Cible mobile 10 m                          | Zukhra Irnazarova                                                           | Zukhra Irnazarova | Alexandra Saduakassova                                                      | Alexandra Saduakassova | Halyna Avramenko                                                                    | Halyna Avramenko |
| Cible mobile 10 m par équipes              | Ukraine - Halyna Avramenko - Viktoriya Rybovalova - Valentyna Honcharova    | 1664              | Kazakhstan - Zukhra Irnazarova - Alexandra Saduakassova - Fatima Irnazarova | 1658                   | NC                                                                                  | NC               |
| Cible mobile mixte 10 m                    | Alexandra Saduakassova                                                      | 378-9x            | Zukhra Irnazarova                                                           | 378-11x                | Valentyna Honcharova                                                                | 370              |
| Cible mobile mixte 10 m par équipes        | Kazakhstan - Alexandra Saduakassova - Zukhra Irnazarova - Fatima Irnazarova | 1121              | Ukraine - Valentyna Honcharova - Halyna Avramenko - Viktoriya Rybovalova    | 1107                   | NC                                                                                  | NC               |
| Tir aux plateaux                           |                                                                             |                   |                                                                             |                        |                                                                                     |                  |
| Skeet                                      | Austen Smith                                                                | 54 (S-off: 11)    | Martina Bartolomei                                                          | 54 (S-off: 10)         | Danka Barteková                                                                     | 43               |
| Skeet par équipes                          | États-Unis- Austen Smith - Dania Jo Vizzi - Samantha Simonton               | 365               | Italie- Martina Bartolomei - Diana Bacosi - Simona Scocchetti               | 360                    | Slovaquie- Danka Barteková - Vanesa Hocková - Monika Štibravá                       | 359              |
| Trap                                       | Lin Yi-chun                                                                 | 40                | Jessica Rossi                                                               | 39                     | Kathrin Murche                                                                      | 28               |
| Trap par équipes                           | Italie - Jessica Rossi - Silvana Stanco - Maria Lucia Palmitessa            | 354 ER            | Australie - Penny Smith - Laetisha Scanlan - Catherine Skinner              | 353                    | Chine - Wu Cuicui - Li Qingnian - Zhang Xinqiu                                      | 349              |

### Mixte
| Épreuve                               | Or                                                       | Or                                                    | Argent                                                            | Argent                                                   | Bronze                                                         | Bronze                                              |
| Open                                  | Open                                                     | Open                                                  | Open                                                              | Open                                                     | Open                                                           | Open                                                |
| ------------------------------------- | -------------------------------------------------------- | ----------------------------------------------------- | ----------------------------------------------------------------- | -------------------------------------------------------- | -------------------------------------------------------------- | --------------------------------------------------- |
| Carabine à 300 m standard             | István Péni                                              | 587-25x                                               | Kim Andre Lund                                                    | 587-22x                                                  | Timothy Sherry                                                 | 586-25x                                             |
| Carabine à 300 m standard par équipes | Autriche - Bernhard Pickl - Patrick Diem - Andreas Thum  | 1733-55x                                              | Suisse - Sandro Greuter - Gilles Vincent Dufaux - Pascal Bachmann | 1733-54x                                                 | NC                                                             | NC                                                  |
| Cible mobile 50 m                     | Łukasz Czapla                                            | 586                                                   | Ihor Kizyma                                                       | 583                                                      | Emil Martinsson                                                | 582                                                 |
| Cible mobile 50 m par équipes         | Ukraine - Ihor Kizyma - Danylo Danilenko - Denys Babliuk | 1743                                                  | Suède - Emil Martinsson - Andreas Bergström - Jesper Nyberg       | 1731                                                     | Finlande - Aaro Vuorimaa - Krister Holmberg - Niklas Hyvärinen | 1728                                                |
| Cible mobile mixte 50 m               | Jesper Nyberg                                            | 393                                                   | Emil Martinsson                                                   | 392                                                      | Krister Holmberg                                               | 391 (S-off: 20)                                     |
| Cible mobile mixte 50 m par équipes   | Ukraine - Denys Babliuk - Danylo Danilenko - Ihor Kizyma | 1163                                                  | Suède - Emil Martinsson - Andreas Bergström - Jesper Nyberg       | 1161                                                     | Finlande - Krister Holmberg - Aaro Vuorimaa - Niklas Hyvärinen | 1157                                                |
| Par équipe mixte                      |                                                          |                                                       |                                                                   |                                                          |                                                                |                                                     |
| Pistolet à air comprimé à 10 m,       | Inde - Esha Singh - Shiva Narwal                         | Inde - Esha Singh - Shiva Narwal                      | Turquie - Şevval İlayda Tarhan - Yusuf Dikeç                      | Turquie - Şevval İlayda Tarhan - Yusuf Dikeç             | Chine - Jiang Ranxin - Zhang Bowen                             | Chine - Jiang Ranxin - Zhang Bowen                  |
| Carabine à air comprimé à 10 m,       | Chine - Huang Yuting - Sheng Lihao                       | Chine - Huang Yuting - Sheng Lihao                    | Iran - Shermineh Chehel Amirani - Amir Mohammad Nekounam          | Iran - Shermineh Chehel Amirani - Amir Mohammad Nekounam | France - Océanne Muller - Romain Aufrère                       | France - Océanne Muller - Romain Aufrère            |
| Carabine à 50 m couché                | Suisse - Chiara Leone - Jan Lochbihler                   | Suisse - Chiara Leone - Jan Lochbihler                | Suisse - Sarina Hitz - Christoph Dürr                             | Suisse - Sarina Hitz - Christoph Dürr                    | Chine - Xia Siyu - Du Linshu                                   | Chine - Xia Siyu - Du Linshu                        |
| Skeet,                                | États-Unis - Vincent Hancock - Austen Smith              | États-Unis - Vincent Hancock - Austen Smith           | Ukraine - Mykola Milchev - Iryna Malovichko                       | Ukraine - Mykola Milchev - Iryna Malovichko              | Grande-Bretagne - Ben Llewellin - Amber Rutter                 | Grande-Bretagne - Ben Llewellin - Amber Rutter      |
| Trap                                  | Portugal - Maria Ines Coelho De Barros - João Azevedo    | Portugal - Maria Ines Coelho De Barros - João Azevedo | États-Unis - Rachel Tozier - Derrick Mein                         | États-Unis - Rachel Tozier - Derrick Mein                | Kazakhstan - Mariya Dmitriyenko - Daniel Pochivalov            | Kazakhstan - Mariya Dmitriyenko - Daniel Pochivalov |

## Tableau des médailles
Tableau des médailles au 01/09/2023
| Rang  | Nation          | Or | Argent | Bronze | Total |
| ----- | --------------- | -- | ------ | ------ | ----- |
| 1     | Chine           | 15 | 7      | 6      | 28    |
| 2     | Ukraine         | 6  | 4      | 2      | 12    |
| 3     | Inde            | 6  |        | 8      | 14    |
| 4     | Suisse          | 5  | 4      | 4      | 13    |
| 5     | États-Unis      | 5  | 2      | 3      | 10    |
| 6     | Norvège         | 4  | 3      | 4      | 11    |
| 7     | Allemagne       | 3  | 5      | 8      | 16    |
| 8     | Pologne         | 3  | 3      |        | 6     |
| 9     | Autriche        | 3  | 2      | 2      | 7     |
| 10    | Suède           | 2  | 4      | 1      | 7     |
| 11    | Kazakhstan      | 2  | 2      | 1      | 5     |
| 12    | Grèce           | 1  | 3      | 1      | 5     |
| 12    | Italie          | 1  | 3      | 1      | 5     |
| 14    | Tchéquie        | 1  | 2      | 2      | 5     |
| 15    | Azerbaïdjan     | 1  | 2      |        | 3     |
| 16    | Slovaquie       | 1  | 1      | 1      | 3     |
| 17    | Hongrie         | 1  | 1      |        | 2     |
| 17    | Taipei chinois  | 1  | 1      |        | 2     |
| 19    | Croatie         | 1  |        | 1      | 2     |
| 20    | Portugal        | 1  |        |        | 1     |
| 20    | Slovénie        | 1  |        |        | 1     |
| 22    | Finlande        |    | 4      | 4      | 8     |
| 23    | Corée du Sud    |    | 3      | 4      | 7     |
| 24    | France          |    | 1      | 3      | 4     |
| 25    | Mongolie        |    | 1      | 2      | 3     |
| 26    | Iran            |    | 1      | 1      | 2     |
| 26    | Lettonie        |    | 1      | 1      | 2     |
| 28    | Australie       |    | 1      |        | 1     |
| 28    | Estonie         |    | 1      |        | 1     |
| 28    | Serbie          |    | 1      |        | 1     |
| 28    | Turquie         |    | 1      |        | 1     |
| 32    | Bulgarie        |    |        | 1      | 1     |
| 32    | Égypte          |    |        | 1      | 1     |
| 32    | Grande-Bretagne |    |        | 1      | 1     |
| 32    | Koweït          |    |        | 1      | 1     |
| Total | Total           | 64 | 64     | 64     | 192   |